# Pamphilius norimbergensis
Pamphilius norimbergensis är en stekelart som beskrevs av Eduard Enslin 1917. Pamphilius norimbergensis ingår i släktet Pamphilius, och familjen spinnarsteklar. Arten har ej påträffats i Sverige.